# Malleville-sur-le-Bec
Malleville-sur-le-Bec é uma comuna francesa na região administrativa da Normandia, no departamento de Eure. Estende-se por uma área de 7,09 km². Em 2010 a comuna tinha 267 habitantes (densidade: 37,7 hab./km²).